# Atete
Atete – u Galla bogini płodności, patronka porodów i kobiet, która dała ludziom narzędzia pracy, mężczyznom – włócznię i tarczę, a kobietom – igłę i przybory gospodarstwa domowego.